# Selezioni giovanili della nazionale femminile di pallacanestro dell'Inghilterra
Le selezioni giovanili della nazionale di pallacanestro femminile dell'Inghilterra sono gestite dalla England Basketball e partecipano ai tornei cestistici internazionali femminili per squadre nazionali, limitatamente a specifiche classi d'età.

## Under-20
Rappresenta le migliori giocatrici di nazionalità inglese di età non superiore ai 20 anni. La Selezione è inattiva, anche se, nel 2002 e nel 2004, ha partecipato alle qualificazioni del Campionato Europeo Under 20 FIBA femminile.

## Under-18
Nel corso degli anni questa selezione ha subito alcuni cambiamenti nel nome, dovuti agli adeguamenti nelle normative della FIBA in fatto di classificazione delle categorie giovanili.
Agli inizi la denominazione originaria era Nazionale Cadette, in quanto la FIBA classificava le fasce di età dai 16 ai 18 anni con la denominazione "cadette". Dal 2000, la FIBA ha modificato il tutto, equiparando sotto la dicitura under 18, sia denominazione che fasce di età. Da allora la selezione ha preso il nome attuale.

### Partecipazioni
Division A
- 2013 - 16°

Division B
- 2005 - 6°
- 2006 - 13°
- 2007 - 12°
- 2008 - 13°
- 2009 - 12°

- 2010 - 8°
- 2011 - 13°
- 2012 -  2°
- 2014 - 8°
- 2015 - 12°

- 2016 - 11°

Division C
- 1997 -  2°

## Under-16
Nel corso degli anni questa selezione ha subito alcuni cambiamenti nel nome, dovuti agli adeguamenti nelle normative della FIBA in fatto di classificazione delle categorie giovanili.
Agli inizi la denominazione originaria era Nazionale Allieve, in quanto la FIBA classificava le fasce di età dai 16 ai 18 anni con la denominazione "allieve". Dal 2000, la FIBA ha modificato il tutto, equiparando sotto la dicitura under 16, sia denominazione che fasce di età. Da allora la selezione ha preso il nome attuale.

### Partecipazioni
Division A
- 2012 - 16°
- 2015 - 16°

Division B
- 2004 - 5°
- 2005 - 4°
- 2006 - 12°
- 2007 - 7°
- 2008 - 13°

- 2009 - 11°
- 2010 - 4°
- 2011 -  2°
- 2013 - 7°
- 2014 -  2°

- 2016 - 10°